# 10 Years (banda)
10 Years es una banda estadounidense de metal alternativo, formada en Knoxville, Tennessee en 1999. La banda está formada por Jesse Hasek (vocalista), Brian Vodinh (primera guitarra), Matt Wantland (segunda guitarra), Chad Grennor (bajo) y Luke Narey (batería). Hasta la fecha, han lanzado nueve álbumes, el último de los cuales, Violent Allies, fue lanzado en septiembre de 2020.

## Historia

### Primeros años,Into the Half Moon(1999–2001)
10 Years se formó inicialmente en Knoxville, Tennessee en 1999 con el cantante Mike Underdown, el baterista Brian Vodinh, el bajista Lewis Cosby, y los guitarristas Ryan "Tater" Johnson y Matt Wantland. En 2001 Cosby se fue y la banda reclutó a Andy Parks en el bajo. Grabaron independientemente  Into the Half Moon ese mismo año.

### Killing All That Holds You,The Autumn Effect(2002–2006)
El vocalista Mike Underdown dejó la banda para seguir una carrera en la actuación y poner en marcha una nueva banda, Courage, You Bastards, en Los Ángeles, California. 10 Years pronto reclutó al actual vocalista Jesse Hasek de otra banda local. En 2002, Parks decidió dejar la banda y Cosby regresó. La banda luego lanzó su álbum independiente Killing All That Holds You en 2004.
10 Years firmaron con Universal Records en 2005 y lanzaron su álbum debut en la discográfica, The Autumn Effect el 16 de agosto con las canciones "Wasteland" y "Through the Iris" logrando sobresalir en la radio local. Su primer sencillo, "Wasteland" pasó más de 12 meses en las listas de rock, y finalmente alcanzó el número 1 en la active rock radio en diciembre de 2005. Ese mismo verano, la banda viajó con Disturbed e Ill Niño. En el otoño de 2005, hicieron una gira con Breaking Benjamin y Smile Empty Soul, seguido de la gira Masters of Horror con Mudvayne y Sevendust. Abrieron para Korn y Mudvayne en el tour  See You on the Other Side. También viajaron con Korn y Deftones en el Family Values Tour, que comenzó a finales de julio de 2006. A mediados de febrero de 2006, "Wasteland" alcanzó el primer lugar en el listado Billboard Alternative Songs. "Wasteland" fue certificado Oro por la RIAA. A mediados de 2006, la banda recorrió Australia en una lineup que incluía Hatebreed, Disturbed y Korn. Su primer video musical, "Wasteland", aborda el problema social de los derechos humanos, así como la adicción en todo el mundo. El video recibió una nominación a Mejor Dirección y Mejor Dirección de Arte en los MTV Video Music Awards 2006, pero en ninguna categoría ganó. El 27 de marzo de 2006, un EP fue lanzado en iTunes con versiones acústicas de "Wasteland", "Prey", "Through The Iris" y "Faultline" de The Autumn Effect.

### Division(2006–2008)
El 19 de noviembre de 2006, 10 Years reveló y confirmó el título para su segundo álbum, Division. La banda comenzaría a grabar la Division a finales de junio de 2007 después de pasar la mayor parte del año escribiéndolo.

## Miembros
| - Brian Vodinh – guitarra (2009-2016, 2016-presente, solo en estudio entre 2009 y 2016, y ocasionalmente en vivo entre 2009 y 2012), batería (1999–presente, solo en estudio desde 2012), bajo (2016–presente, solo en estudio) - Matt Wantland – guitarra (1999-2009, 2016–presente) - Jesse Hasek – voz (2002–presente) - Luke Narey - batería (2018-presente, solo en vivo) - Chad Grennor - bajo (2018-presente, solo en vivo) | - Ryan (Tater) Johnson – guitarra, coros (1999–2016) - Lewis Cosby – bajo (1999-2001, 2002–2012) - Mike Underdown – voz (1999–2001) - Andy Parks – bajo (2001–2002) - Ryan Collier – bajo (2012–2016) - Matt Brown – batería (2010, miembro de gira) - Chad Huff – bajo (2016–2018, solo en vivo) guitarra (2012–2016, solo en vivo) - Kyle Mayer — batería (2012-2018, solo en vivo) |

Línea del tiempo en vivo
Línea del tiempo de estudio

## Discografía
Álbumes en estudio
- 2001: Into the Half Moon
- 2004: Killing All That Holds You
- 2005: The Autumn Effect
- 2008: Division
- 2010: Feeding the Wolves
- 2012: Minus the Machine
- 2015: From Birth to Burial[6]
- 2017: (How to Live) As Ghosts
- 2020: Violent Allies

### Sencillos
| 2005                                              | "Wasteland"             | 94 | 2  | 1  | The Autumn Effect    |
| 2006                                              | "Through the Iris"      | —  | 20 | 35 | The Autumn Effect    |
| 2006                                              | "Waking Up"             | —  | 32 | —  | The Autumn Effect    |
| 2008                                              | "Beautiful"             | —  | 6  | 14 | Division             |
| 2008                                              | "So Long, Good-Bye"     | —  | 31 | —  | Division             |
| 2009                                              | "Actions & Motives"     | —  | 36 | —  | Division             |
| 2010                                              | "Shoot It Out"          | —  | 6  | 21 | Feeding the Wolves   |
| 2010                                              | "Fix Me"                | —  | 10 | 30 | Feeding the Wolves   |
| 2012                                              | "Backlash"              | —  | 20 | —  | Minus The Machine    |
| 2012                                              | "Dancing with the Dead" | —  | 21 | —  | Minus The Machine    |
| 2013                                              | "Minus the Machine"     | —  | 29 | —  | Minus The Machine    |
| 2015                                              | "Miscellanea"           | —  | —  | 18 | From Birth to Burial |
| 2015                                              | "From Birth to Burial"  | —  | —  | —  | From Birth to Burial |
| 2016                                              | "Selling Skeletons"     | —  | —  | —  | From Birth to Burial |
| 2016                                              | "Moisture Residue"      | —  | —  | —  | From Birth to Burial |
| "—" denota que los lanzamientos no se enlistaron. |                         |    |    |    |                      |